# 临河街道
临河街道，是中华人民共和国吉林省长春市南关区下辖的一个街道。面积4.7平方公里，总人口近7.5万，实际隶属于长春经济技术开发区。北起自由大路，南至卫星路，西至伊通河，东至仙台大街。

## 历史
2005年12月20日，长春市人民政府正式批准成立临河街道办事处及东方广场街道办事处（长府发[2005]53号）。2016年，长春市人民政府请求从临河街道、东方广场街道拆分出会展街道、世纪街道。2017年2月4日，获得吉林省民政厅批准。当时拆分出的会展街道，总面积7.59平方公里，下辖三个社区，人口近6.5万人。。

## 行政区划
临河街道下辖以下地区：
浦东路社区、昆山路社区、威海路社区、临河社区、珠海路社区、北海路社区、卫星路社区、仙台社区、会展大街社区和泰山路社区。
拆分出会展街道后，临河街道实际辖：
1. 浦东路社区
2. 昆山路社区
3. 威海路社区
4. 临河社区
5. 珠海路社区
6. 北海路社区
7. 泰山路社区
8. 海口社区